# Argyraspodes argyraspis
Argyraspodes argyraspis is een vlinder uit de familie van de Lycaenidae. De wetenschappelijke naam van de soort is voor het eerst gepubliceerd in 1873 door Roland Trimen.
De soort komt voor in Botswana, Namibië en Zuid-Afrika.